# Triftgletscher (Saas-Grund)
Der Triftgletscher ist ein Gletscher auf der orografisch rechten Seite des Saastal, in der Weissmiesgruppe in den östlichen Walliser Alpen, im Kanton Wallis der Schweiz. Er hat eine Länge von etwa 2,5 km und bedeckt eine Fläche von ungefähr 2 km².
Seinen Ausgangspunkt nimmt der Triftgletscher am Gipfel des Weissmies auf einer Höhe knapp oberhalb 4000 m. Zunächst fliesst der Gletscher mit einem Gefälle von bis zu 60 % den Hang hinunter in eine Karmulde. Danach bewegt er sich weiter Richtung Westen und endet auf 2750 m. Sein Schmelzwasser wird vom Triftbach weggeführt, der bei Saas-Grund in die Saaser Vispa mündet. In seinem oberen Bereich ist der Triftgletscher mit dem Firnfeld des Mälligagletschers verbunden, einem weiteren Gletscher an der Westflanke des Weissmies.
Das Gebiet des Triftgletschers ist durch eine Gondelbahn mit zwei Sektionen von Saas-Grund aus erschlossen. Die im Jahr 2005 neu errichtete Bergstation Hohsaas (mit nebenliegender Hohsaashütte) befindet sich nördlich des Gletschers auf 3142 m.
Wegen eines drohenden Gletscherabbruchs wurden im September 2017 220 Bewohner von Saas-Grund evakuiert. Der Gletscherabbruch erreichte schliesslich das Dorf nicht.